# Бухбиндер, Игорь Романович
И́горь Рома́нович Бухби́ндер (11 октября 1950, Новосибирск — 4 июля 1983, Фрунзе) — русский поэт, диссидент.

## Биография
Игорь Бухбиндер родился 11 октября 1950 года в Новосибирске. Учился там же, в университете (факультет математической лингвистики), в этот период он общался с Вадимом Делоне. Сохранилось такое четверостишие:
Перчатку рапирой пришпилить к панели
Бухбиндер упрямо учился с похмелья,
И мутным пятном отражалась в окне
Застенчиво-строгая грусть ДелонеСергей Ларченко
За участие в акции против ввода войск в Чехословакию Игорь был арестован, исключен из университета и выслан в город Фрунзе (ныне Бишкек). Там он работал машинистом на фрунзенской ТЭЦ. Был женат, есть дочь, которая до сих пор живёт в Бишкеке. Его жена Наталья Соколова (умерла в 2012) тоже писала стихи и прозу, как и их дочь Мария.
Помимо стихов, Игорь писал рассказы, немного переводил с французского (например, Сименона). Входил в местные ЛИТО («Горные зори», «Время»), друзья вспоминают, что про подающих надежды начинающих авторов в то время говорили «ну, тебе прямая дорога к Бухбиндеру». Его стихи распространялись через самиздат (например, альманах "Майя", его стихи есть в первом выпуске, позже они опубликованы в приложении к тому 3а «Антологии новейшей русской поэзии у Голубой Лагуны» Кузьминского). Те, кто хорошо знал Игоря, рассказывают, что он был очень интеллигентным и эрудированным человеком, обладал прекрасной памятью, владел несколькими языками — английским, французским, мог цитировать хокку на японском; неплохо знал физику, математику. После того, как его стихи вместе с альманахом «Майя» оказались опубликованы на Западе, у Игоря снова были неприятности с властями.
Игорь Бухбиндер умер 4 июля 1983 от астмы в том же Фрунзе.
Сколько долгу на мне — не считал,
Сколько лет на кону — бумеранг.
Бог Поэзии, принц Нищета,
О не все ж без конца выбирать!
Слово — жить — бумеранг — умирать.Игорь Бухбиндер, 1970
До сих пор поэты и литературоведы цитируют Игоря Бухбиндера, хотя о нём самом почти ничего не известно. Слава Лён упоминает Игоря в своём «Древе русского стиха». Стихотворение Игоря Бухбиндера «Погоди… На ладонях смола…» в Израиле цитируют люди, никогда с Игорем не встречавшиеся. По меньшей мере три поэта посвящали стихотворения Игорю Бухбиндеру. Так, Евгений Шешолин в своё время написал стихотворение памяти Игоря «Этим вечером пахучи травы, провожая брата, — он ушел…»
 Также посвятили стихи Игорю Вячеслав Шаповалов и Михаил Озмитель.
После смерти Игоря его друзья (скульпторы Юрий Пономарев и Евгений Синявский) сделали надгробный памятник из гранита и мрамора, позже разрушенный вандалами.